# Ch-35
Ch-35 (rusky Х-35; v kódu NATO SS-N-25 Switchblade; index GRAU 3M24) je sovětská podzvuková protilodní střela s plochou dráhou letu. Pozemní mobilní verze systému pobřežní protilodní obrany nese označení Bal-E (NATO SSC-6; GRAU 3K60) a letecká verze AS-20 Kayak (mohou ji nést typy MiG-21, MiG-29SMT, Su-30, Su-35, Ka-27, Ka-28). Střela je ruským ekvivalentem amerického typu Boeing Harpoon (bývají přezdívány Harpoonsky). Vývoj střely začal v 70. letech a roku 1983 byla zavedena do služby. Používají ji ozbrojené síly Ruska, Vietnamu, Indie a Alžírska. Exportní verze základního modelu je označena 3M24E Uran-E.
Střely mají inerciální a v závěrečné fázi útoku aktivní radarové navádění, přičemž operují velice nízko nad hladinou. Jejich trup je z hliníku. Nosné i ocasní plochy jsou v křížovém uspořádání. Z lodí a pozemních zařízení střela startuje pomocí startovacího stupně s raketovým motorem na tuhé pohonné látky a během letu ji pohání proudový motor. Vstup vzduchu k motoru je ve spodní části střely. Bojová hlavice obsahuje 145 kg výbušnin. Pozemní a námořní verze mají dostřel 130 km. Rusko už také vyvinulo modernizovanou verzi 3M24M (exportní označení 3M24E1), která využívá naváděcích systémů aktualizovaných pomocí GPS a Glonass. Tato verze má dolet prodloužený na 250 km.

## Hlavní technické údaje
- Průměr: 0,42 m
- Délka: 3,75 m / 4,4 m
- Rozpětí: 0,93 m

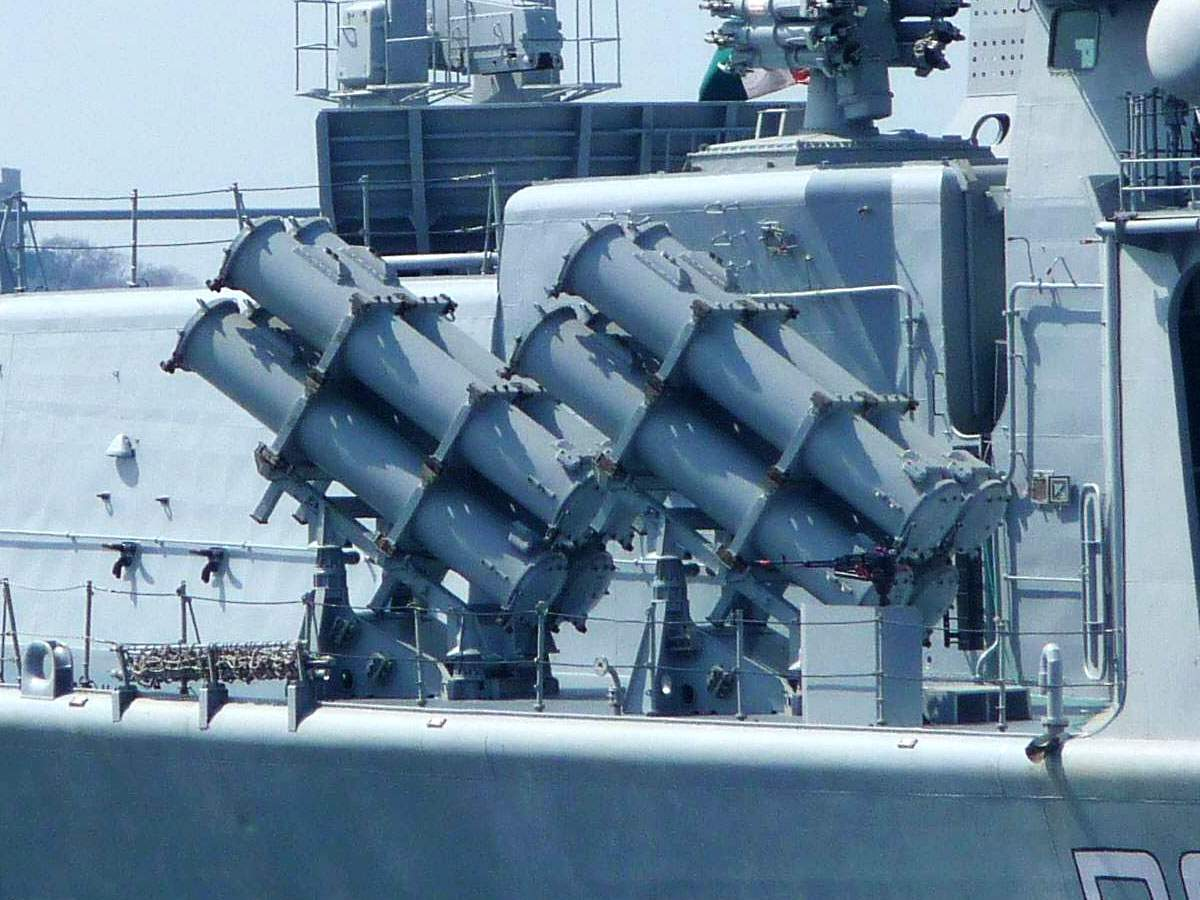
Dva čtyřnásobné kontejnery střel Uran na palubě indického torpédoborce třídy Delhi

- Celková hmotnost: 750 kg (námořní verze)
- Cestovní rychlost: 0,8 M
- Dosah: 130 km